# ISO 3166-2
L'ISO 3166-2 è la seconda parte dello standard ISO 3166. È stato creato per codificare i nomi delle suddivisioni territoriali delle nazioni e delle aree dipendenti. Lo scopo dello standard è quello di stabilire una serie di abbreviazioni internazionali dei luoghi, da utilizzare per le etichette di spedizione, i contenitori, e più in generale, ovunque un codice alfanumerico possa essere usato per indicare una località in modo meno ambiguo e più pratico del nome completo.

## Formato
Quantificabili in circa 3 700, i codici ISO 3166-2 consistono di due parti, separate da un trattino ("-"). La prima parte è il codice ISO 3166-1 composto da due caratteri alfabetici, la seconda può essere alfabetica o numerica ed è composta da uno, due o tre caratteri; questa parte è spesso basata su standard nazionali.

## Codifica e decodifica
Per trovare i codici ISO 3166-2 di ogni nazione si veda la lista dello standard ISO 3166-1. Se si è familiari con i codici a due lettere delle nazioni, si può usare la matrice presentata qui sotto.
In entrambi i casi si arriverà a voci intitolate ISO 3166-2:XX, dove XX è il codice ISO 3166-1, ovvero ISO 3166-2:IT porta alla lista dei codici per l'Italia.

## Matrice del formato con collegamenti ai codici
| Lunghezza               | alfabetico | numerico | alfa-numerico              |
| ----------------------- | --- | --- | -------------------------- |
| costante 1 carattere    | AR, BO, CR, EC, GM, IL, KI, KM, LS, MG, TG, TM, VE | AT, GA, NE |                            |
| costante 2 caratteri    | AE, AM, BI, BJ, BN, BQ, BR, BS, BW, BY, CA, CD, CH, CI, CL, CM, CN, CS, DE, DJ, ER, ET, GE, GH, GL, GW, GY, HN, HT, HU, ID, IN, IQ, JO, KW, LA, LB, LR, LU, LY, MC, MD, MU, NA, NG, NI, OM, PK, QA, SB, SD, SH, SK, SN, SO, SR, SS, SV, SY, SZ, TD, TJ, TL, US, UY, UZ, WF, WS, YE, ZA, ZW | AD, AL, AG, BB, BG, BH, CU, CY, DK, DM, DO, DZ, FI, GD, GT, HR, IR, JM, JP, KE, KP, KR, KZ, LC, LI, ME, MM, MR, MY, NO, NR, PL, PT, RW, SA, SC, SG, SM, TN, TO, TR, TZ, UA, UM, VC, ZM | BT, IT, LT, NP, RS, VN     |
| costante 3 caratteri    | AO, AF, BA, BE, FM, GB, MX, PE, PG, PS, TT, TV, TW, VU | MK, PW, SI | LV                         |
| misto 1, 2 caratteri    | senza sistema: CV, ES, GN, GQ, IE, MW 1 per le regioni, 2 per la città autonome: KG 1 per la capitale, 2 per i dipartimenti: RO 1 come regola generale, 2 per le eccezioni: SE, SL | KH, LK | BD, FJ, GR, KN, PA, ST, TH |
| misto 2, 3 caratteri    | senza sistema: AU, BZ, EG 2 per le repubbliche, 3 per città, regioni e distretti: RU 2 per le città, 3 per i distretti: AZ 2 per la capitale, 3 per altre: CO 3 per la capitale, 2 per altre: CF                                                                                           | CZ, EE | BF, FR, MA, MV, NL, PH     |
| misto 1, 3 caratteri    | senza sistema: MH, NZ 3 per la capitale, 1 per le province: MZ | MN | IS, UG                     |
| misto 1, 2, 3 caratteri | | | CG, ML, PY                 |